# Lista över järnvägsmuseer

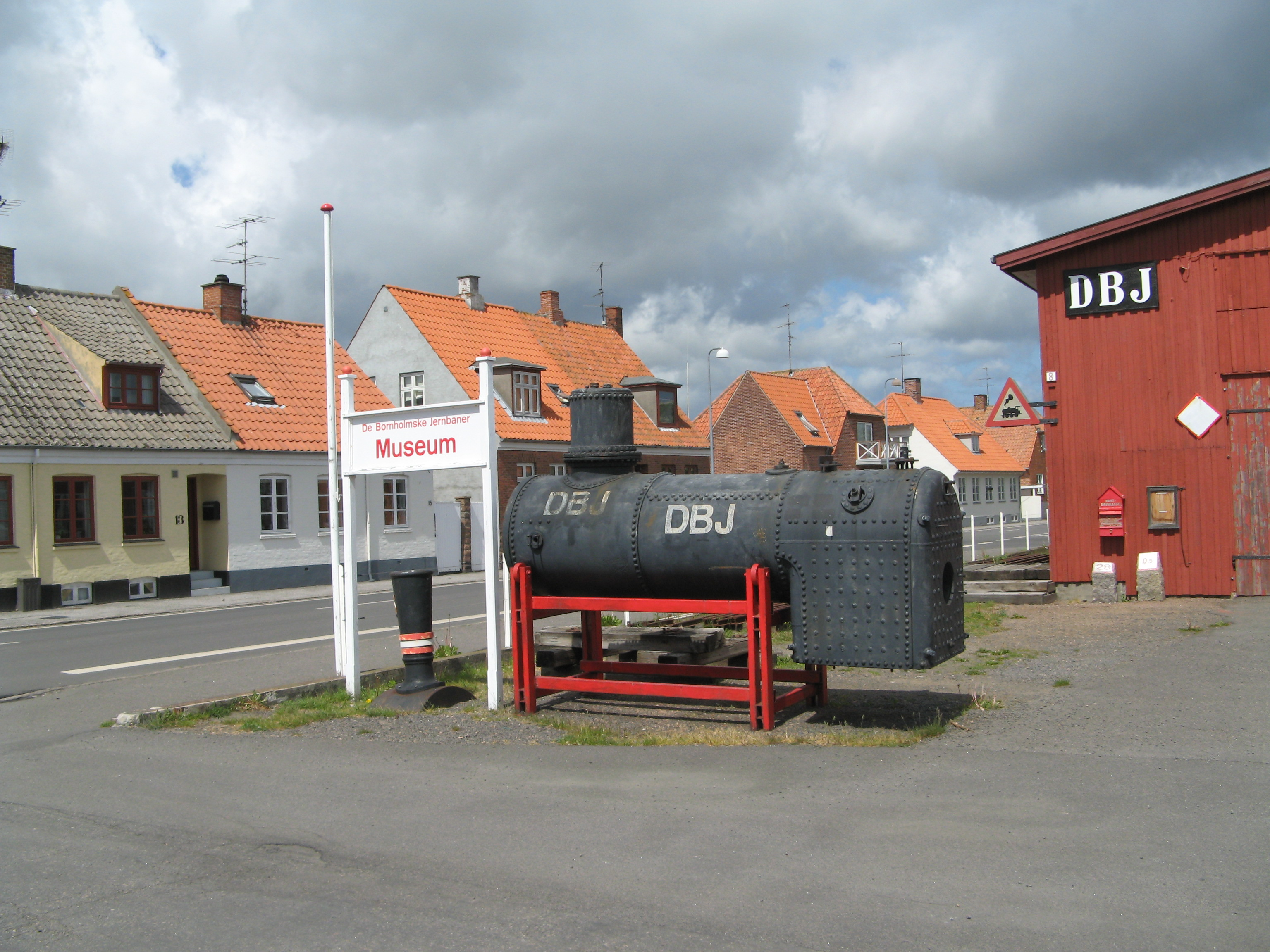
Bornholms Jernbanemuseum, Nexø

Lista över järnvägsmuseer förtecknar ett urval av järnvägsmuseer.

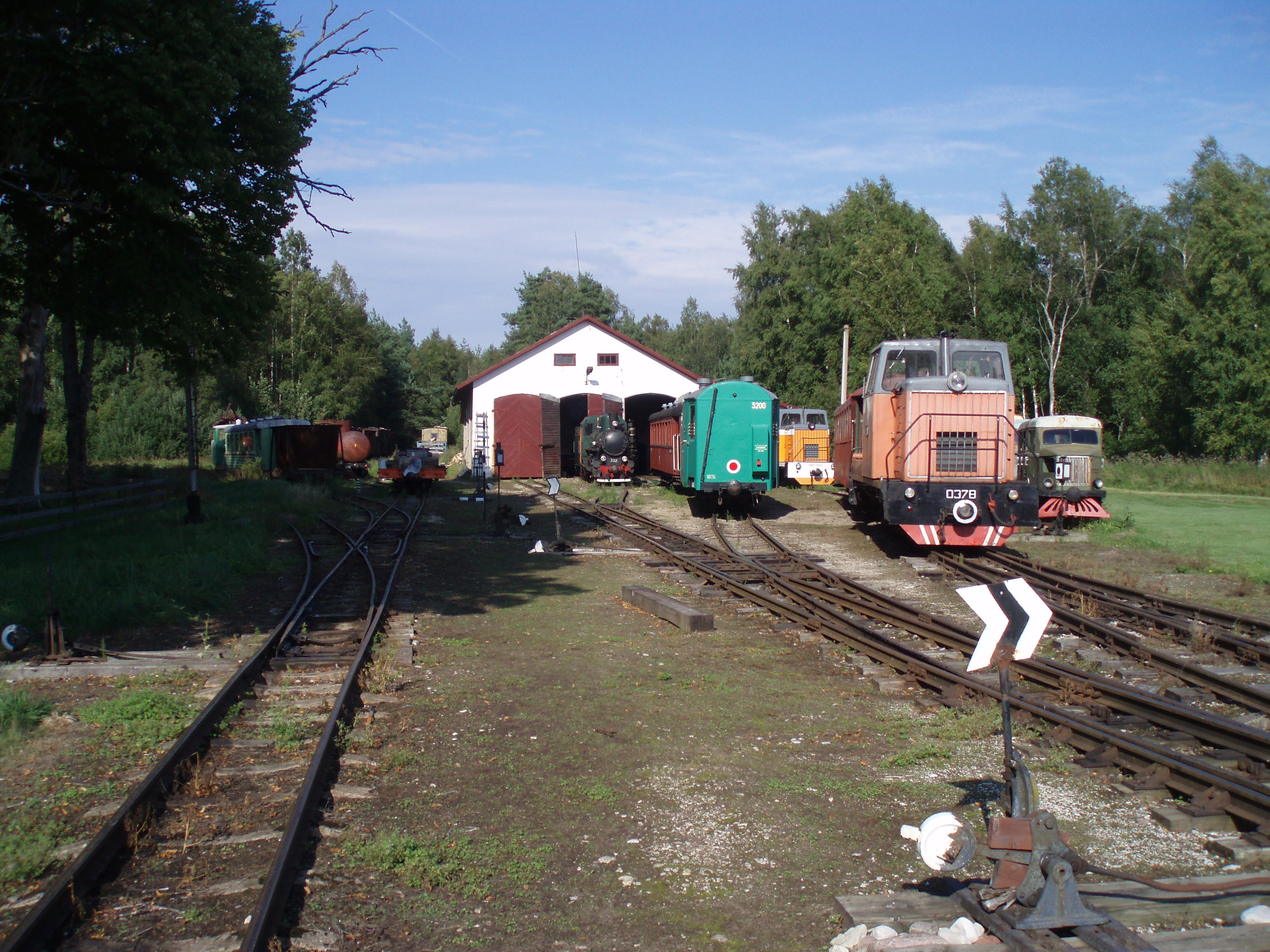
Estlands järnvägsmuseum

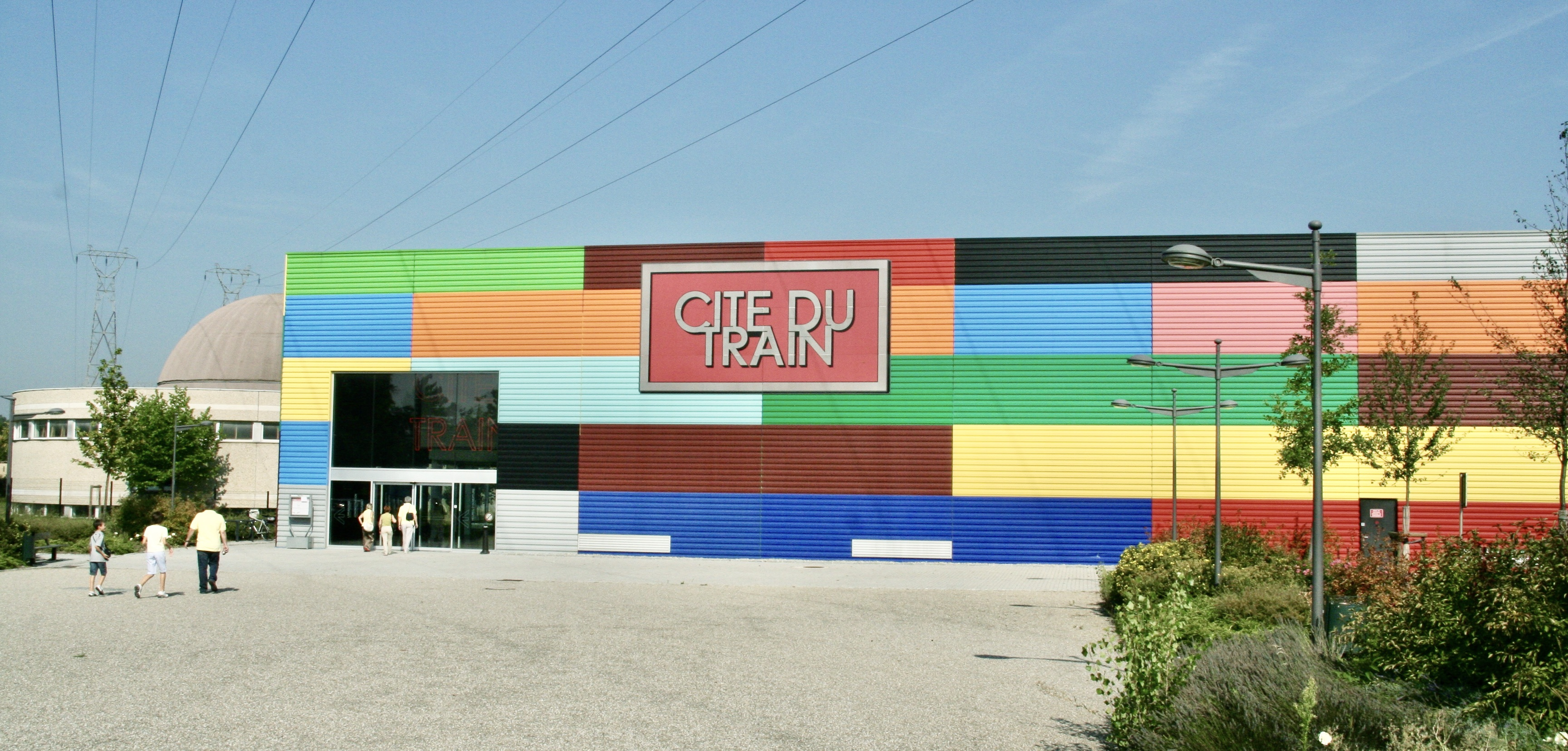
Citê du train, Mulhouse, Frankrike

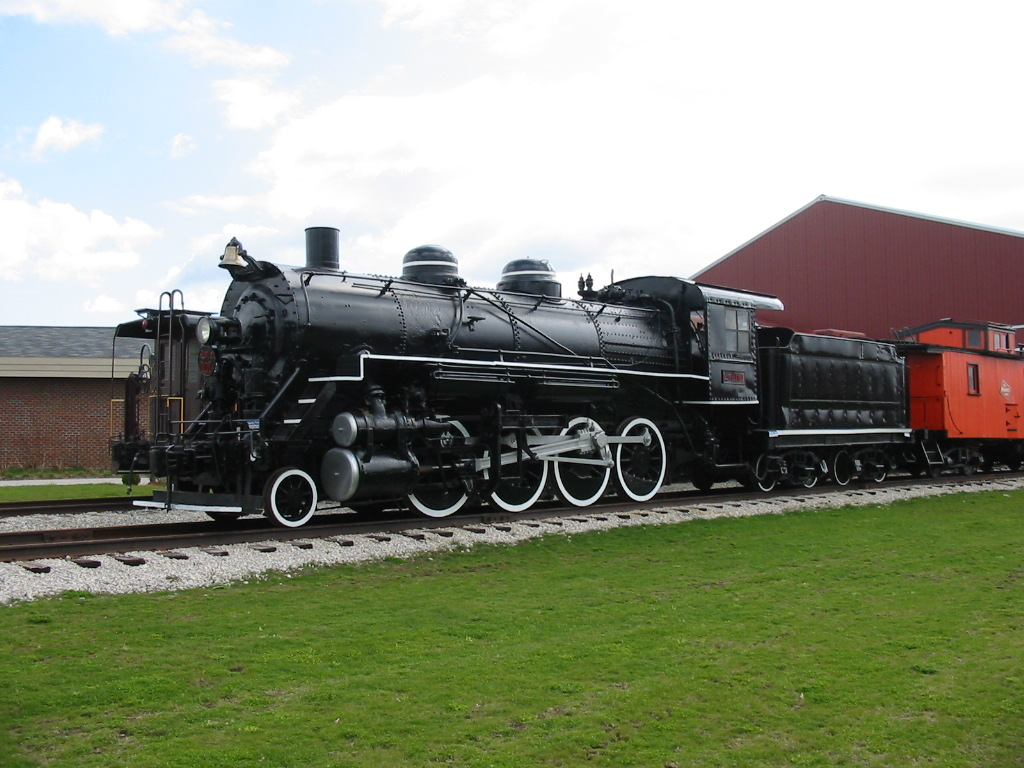
National Railroad Museum, Green Bay, Wisconsin, USA

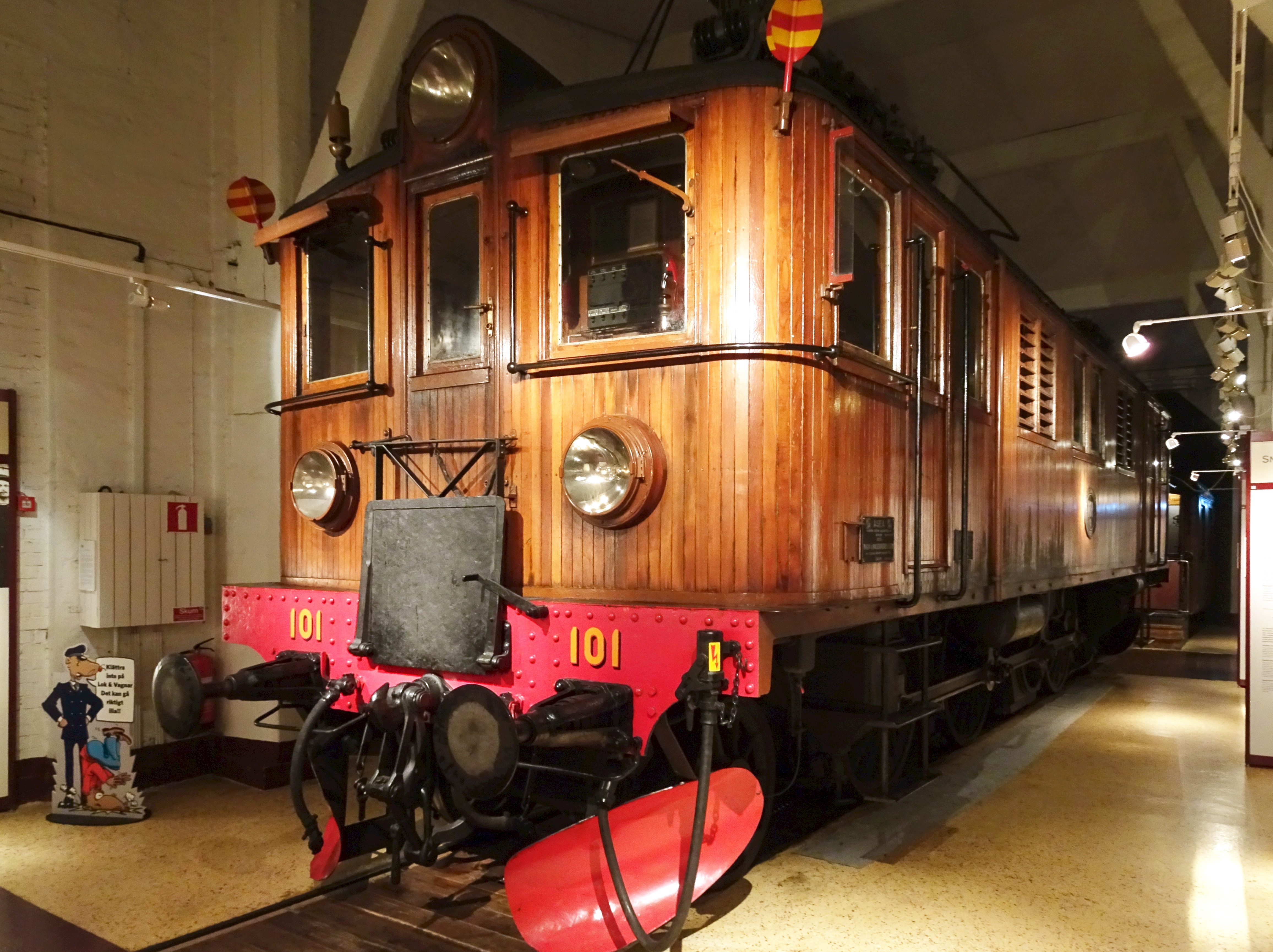
Sveriges järnvägsmuseum

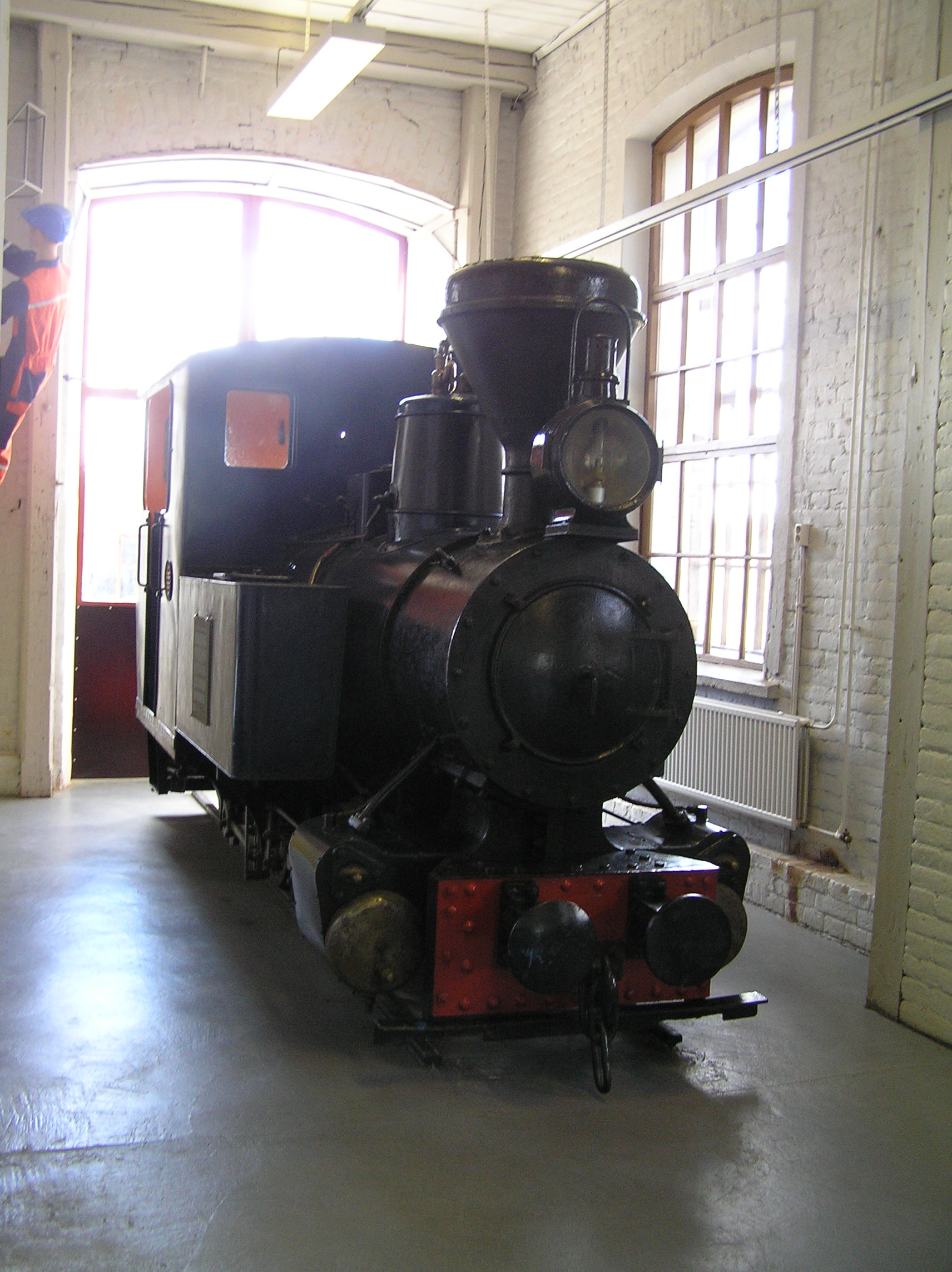
Finlands järnvägsmuseum

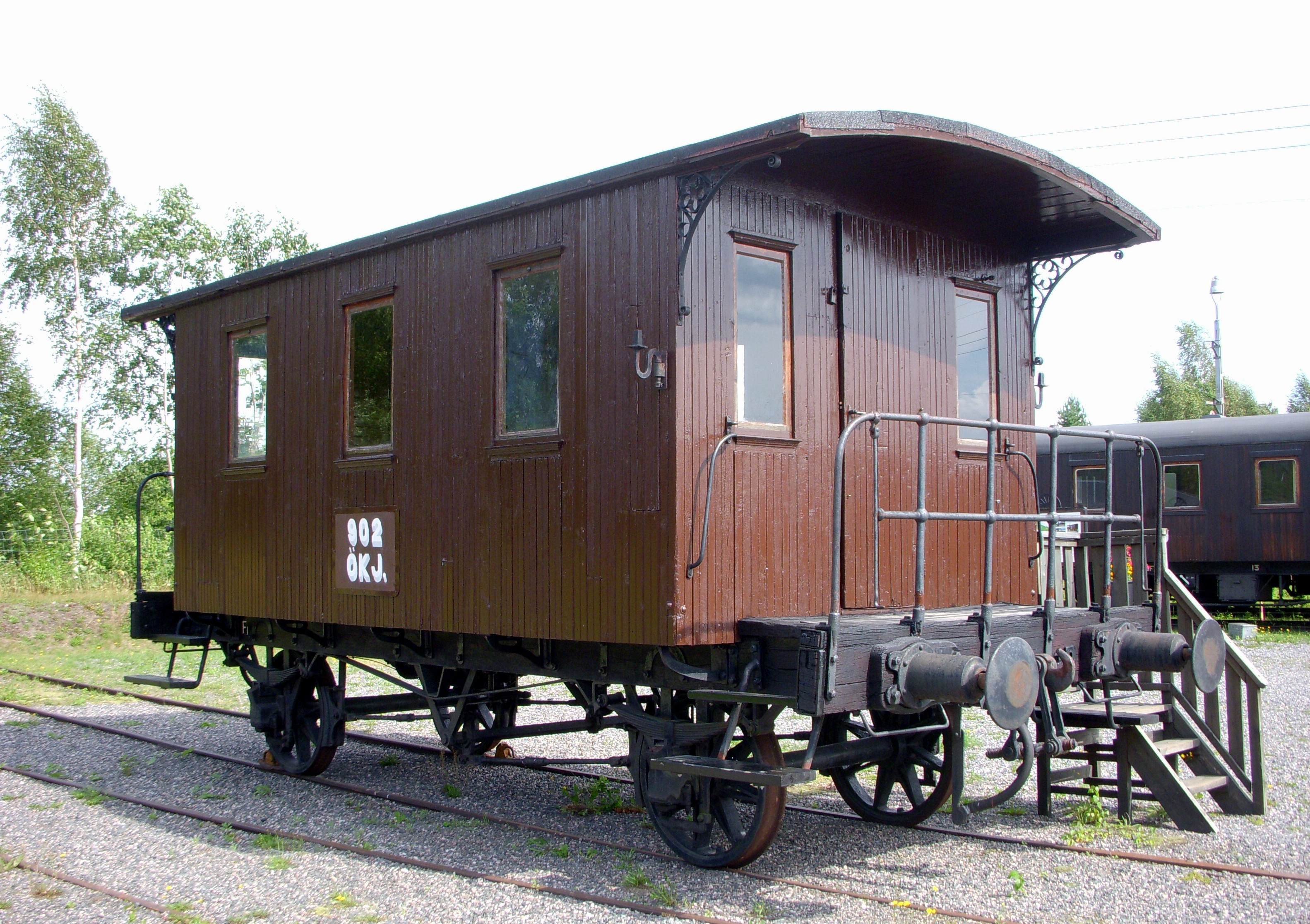
Lokmuseet, Grängesberg

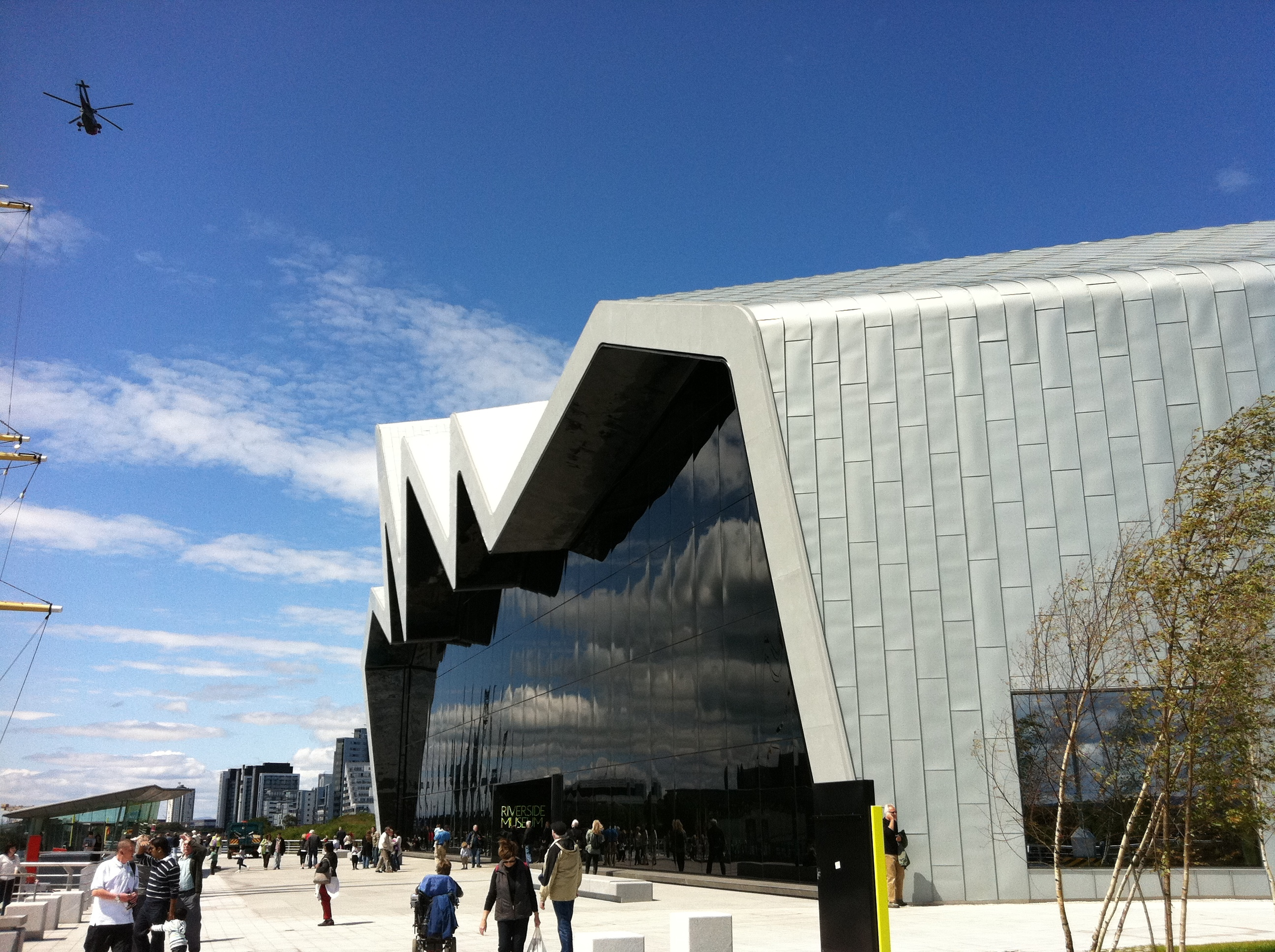
Riverside Museum, Glasgow, Skottland

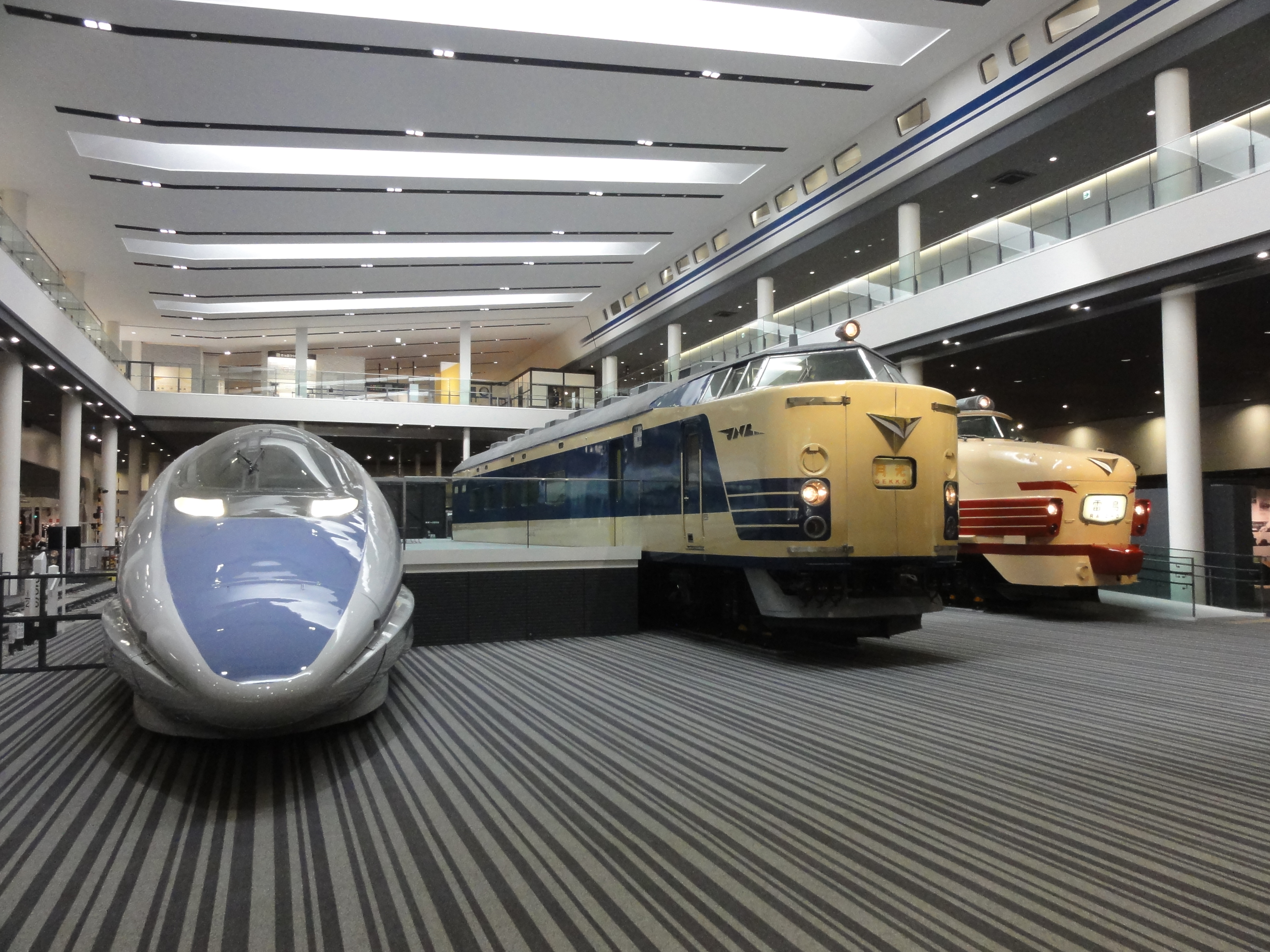
Kyoto Railway Museum

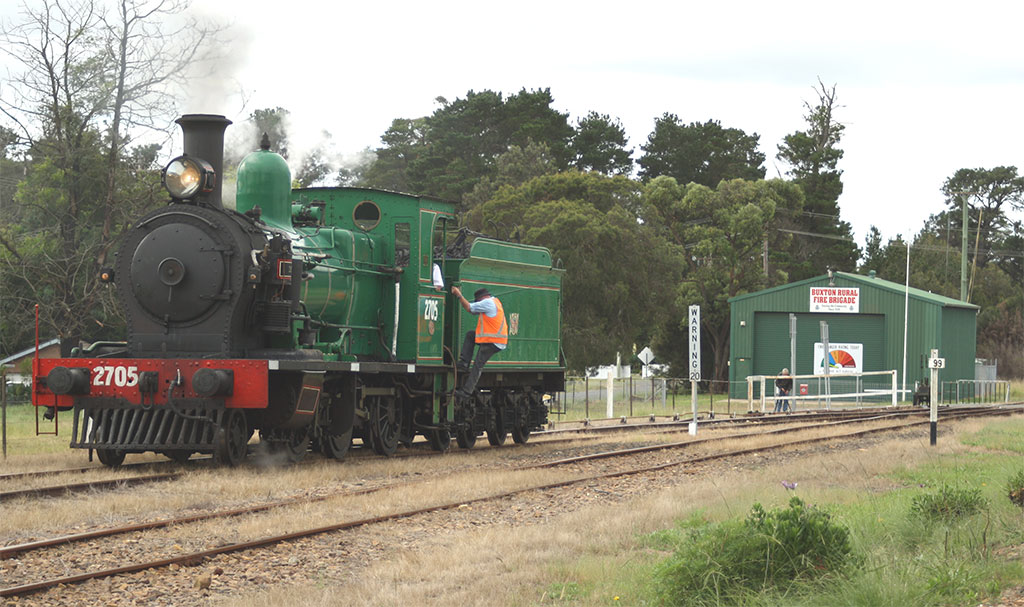
New South Wales Rail Transport Museum

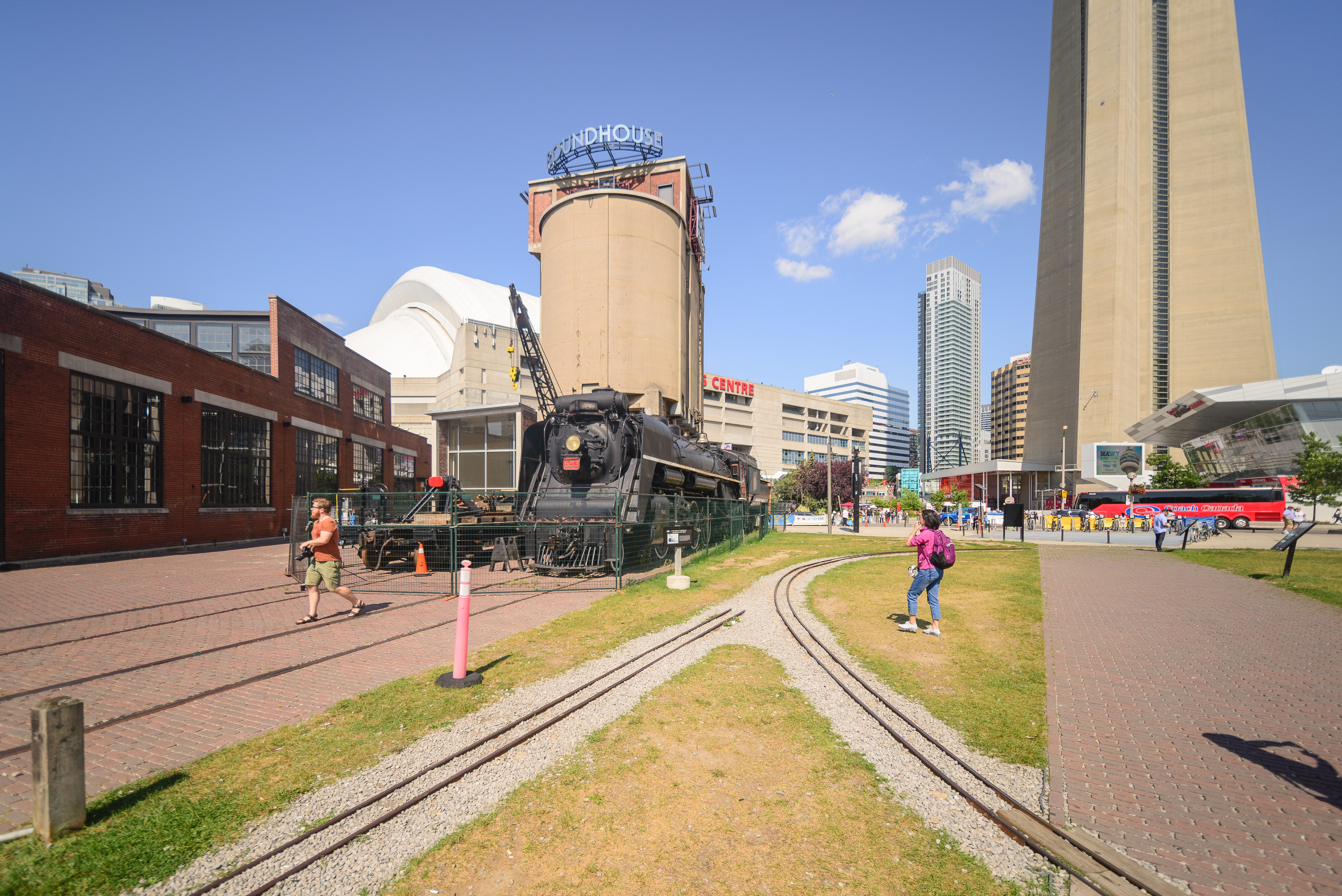
Toronto Railway Museum

## Afrika

### Kenya
- Nairobi Railway Museum

## Asien och Oceanien

### Armenien
- Armeniens järnvägsmuseum

### Australien
- New South Wales Rail Transport Museum
- Rail Motor Society
- Goulburn Roundhouse

### Japan
- Kyoto Railway Museum

## Europa

### Belgien
- Train World Brussels
- Musée du transport urbain bruxellois
- Musée des transports en commun de Wallonie

### Danmark
- Bornholms Jernbanemuseum
- Danmarks Jernbanemuseum
- Djurslands Jernbanemuseum
- Midt- og Vestjyllands Jernbanemuseum

### Estland
- Estlands järnvägsmuseum

### Finland
- Finlands järnvägsmuseum
- Savo järnvägsmuseum
- Lokmuseum
- Lokomotivparken i Haapamäki

### Frankrike
- Cité du train i Mulhouse
- Musée ferroviaire de Mornac-sur-Seudre
- Musée du Rail i Dinan

### Italien
- National Railway Museum of Pietrarsa

### Kroatien
- Kroatiska järnvägsmuseet

### Litauen
- Litauens järnvägsmuseum

### Nederländerna
- Nederlands Spoorwegmuseum
- Järnvägsmuseum De Mijlpaal

### Norge
- Norsk Jernbanemuseum

### Ryssland
- Rysslands järnvägsmuseum

### Slovenien
- Ljubljanas järnvägsmuseum

### Spanien
- Museo del Ferrocarril de Cataluña

### Storbritannien
- National Railway Museum, York
- Riverside Museum, Glagow

### Sverige
- Järnvägens museum Ängelholm
- Kristianstads järnvägsmuseum, Kristianstad
- Lokmuseet, Grängesberg
- Norrbottens Järnvägsmuseum, Luleå
- Nynäshamns Järnvägsmuseum, Nynäshamn
- Nässjö järnvägsmuseum, Nässjö
- Sveriges järnvägsmuseum, Gävle
- Östergötlands Järnvägsmuseum, Linköping

### Tyskland
- Berlin S-Bahn Museum
- Deutsches Dampflokomotiv-Museum
- Bahnpark Augsburg
- Eisenbahnmuseum Dieringhausen
- DB Museum Koblenz

### Österrike
- Österreichisches Eisenbahnmuseum

## Syd- och Nordamerika

### Kanada
- Canadian Railway Museum
- Toronto Railway Museum
- Railway Coastal Museum, St. John's, Newfoundland

### USA
- California State Railroad Museum
- Railroad Museum of Pennsylvania
- National Railroad Museum
- Fort Smith Trolley Museum